# Melitta
För andra betydelser, se Melitta (olika betydelser).
Melitta är ett företag som säljer kaffe, kaffefilter, kaffebryggare och espressomaskiner. Företaget har sitt huvudkontor i  Minden i Nordrhein-Westfalen i Tyskland. Det svenska huvudkontoret Melitta Nordic AB ligger i Helsingborg. Melitta är uppkallat efter Melitta Bentz (1873-1950) som grundade företaget efter att hon upptäckt att det gick att brygga kaffe genom filtrerpapper (tyskt patent 8 juli 1908).

## Historia

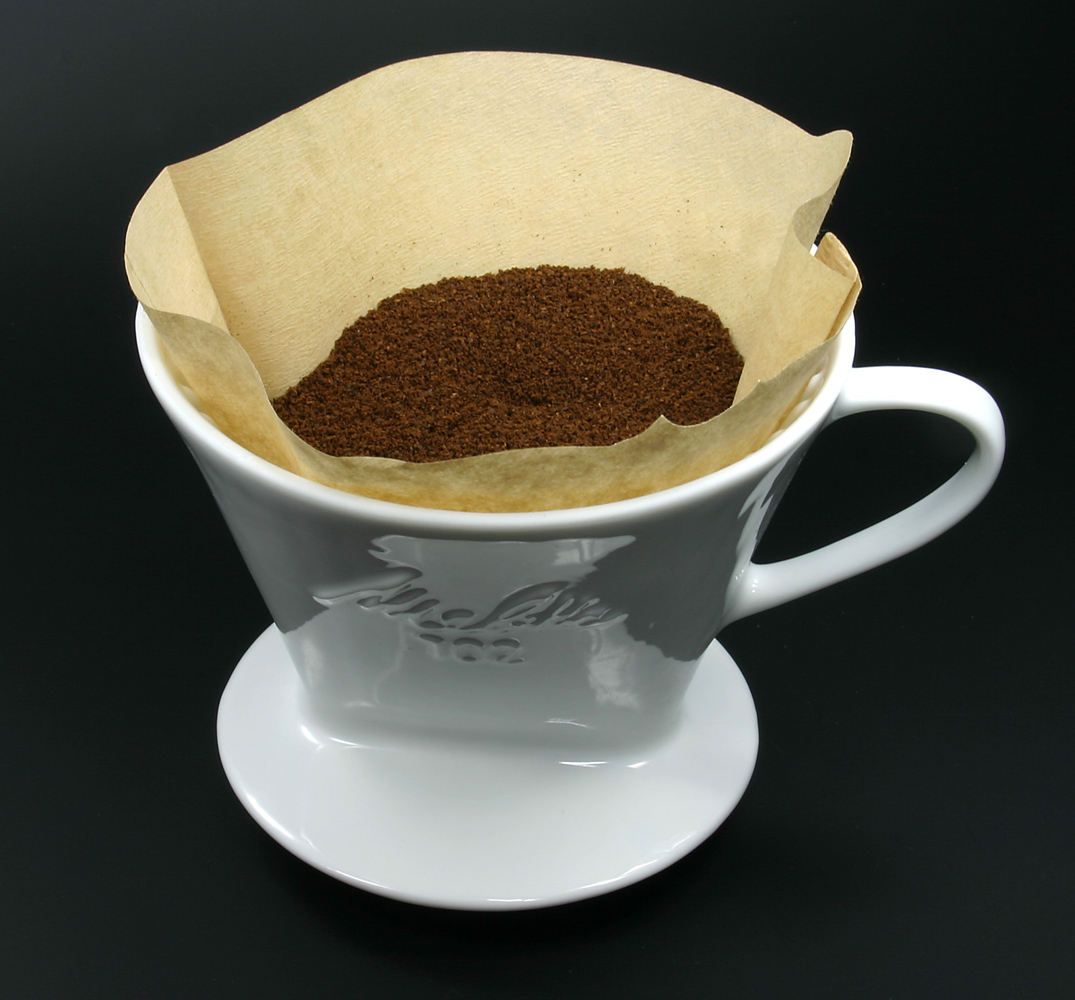
Melittas kaffefilter

Företaget grundades i Dresden i december 1908. Då registrerades företaget M. Bentz av Melitta Bentz sedan hon skapat ett pappersfilter för filtrering av kaffe. Hon testade sin idé genom att ta ett läskpapper från sonens skolhäfte och sätta i en bägare som hon gjort hål i botten på. Den karaktäristiska rödgröna förpackningen introducerades 1925. Melitta tar patent på sitt karaktäristiska filtersystem (konfilter och filterpapper) 1937.
1954 började företaget marknadsföra sitt gröna stengods av kaffekoppar och 1960 lanserades ett snabbfilter i plast. 1958 grundades en kommersiell avdelning för kaffetillagning bildades (senare kallat Melitta System Service). Melitta är först med att lansera vakuumpackat kaffepulver 1962. 1963 breddades verksamheten genom att förvaringsprodukter för mat (aluminiumfolie) läggs till i produktsortimentet. 1971 gjorde Melitta entré på dammsugarpåsmarknaden via livsmedelskedja.
Melitta var det första utländska företag att gå in på den brasilianska kaffemarknaden 1980. Melitta gjorde en strategisk omstrukturering med ny märkesstrategi och fem strategiska affärsområden 1988. Nu lanserades nya varumärken inom respektive produktområde: Toppits (produkter för livsmedelsförvaring), Swirl (dammsugarpåsar), Cilia och Aclimat. Swirl tillverkas av Wolf PVG. Varumärket har sedan dess enbart använts för kafferelaterade produkter. Samma år förvärvades Cafina AG i Schweiz. 1992 köptes Kaliss Spezialpapierwerke i Mecklenburg-Vorpommern. 1994 köpte Marubeni 60 procent av Melitta Japan.
1998 lanserades Melitta nya kaffefilter tillverkade av 60 procent bambu och 2001 lanserades premiumfilter i smakerna Mild och Intense. Melitta belönades 2003 med designutmärkelsen Red Dot Award. Till senare års utvecklingar hör Caffeo Lattea med det unika Milk2Shower-konceptet (2009) och Melitta Motion som var världens första glid- och rotationsplatta för espressomaskiner (2010).